# Krien
Krien es un municipio alemán situado en el estado federal Mecklemburgo-Pomerania Occidental, cerca de Anklam y al sur del río Peene. El municipio es parte de la ordenación de Anklam-Land con el sede Spandekow. Hasta el 1 de enero de 2005 Krien hubo una Sede de la ordenación “Amt Krien”.

## Geografía
El municipio está ubicado cerca de la carretera federal 199 (Bundesstraße 199). La autopista 20 es accesible a través del punto de conexión Jarmen, que está a once kilómetros. La ciudad de Anklam está ubicada aproximadamente 20 kilómetros al este y la ciudad de Jarmen está cerca a unos 12 kilómetros lejos en dirección noroeste. El municipio tiene seis núcleos de población: Albienshof, Krien, Krien-Horst, Neu-Krien, Stammersfelde y Wegezin.

## Historia
La primera mención escrita de Krien data de 1253.